# 첼로 협주곡
첼로 협주곡은 첼로 독주와 오케스트라 등의 협주곡이다.

## 유명한 곡
- 첼로 협주곡 (드보르자크)
- 첼로 협주곡 1번 (하이든)

## 같이 보기
- 첼로 소나타